# Zemes stunda
Zemes stunda è un singolo del rapper lettone Ansis, pubblicato il 20 giugno 2018.
Il brano, che vede la partecipazione della cantante lettone Kristīne Pāže, ha trionfato al Zelta Mikrofons 2019 come Origo Zelta dziesma.

## Tracce
Testi e musiche di Ansis Kolmanis, Kaspars Ansons e Kristīne Pāže.
1. Zemes stunda (feat. Kristīne Pāže) – 3:02
2. Zemes stunda (feat. Kristīne Pāže) (Remix) – 3:12

## Formazione
- Ansis – voce
- Kristīne Pāže – voce aggiuntiva
- Kaspars Ansons – produzione, missaggio

## Classifiche

### Classifiche settimanali
| Classifica (2018) | Posizione massima |
| ----------------- | ----------------- |
| Lettonia          | 2                 |

### Classifiche di fine anno
| Classifica (2019) | Posizione |
| ----------------- | --------- |
| Lettonia          | 12        |